# Ben Curtis
Ben Clifford Curtis, né le 26 mai 1977 à Columbus, est un golfeur professionnel américain. Après des débuts pro en 2000, il intègre le PGA Tour en 2003 et remporte à la surprise générale l'Open britannique la même année au Royal St George's Golf Club, il a atteint par la suite une seconde place au championnat de la PGA en 2008 derrière l'Irlandais Pádraig Harrington. Il a par ailleurs remporté la Ryder Cup en 2008 et a disputé la coupe du monde 2008 en compagnie de Brandt Snedeker avec lequel ils terminent 9e.
En 2012, Ben Curtis revient sur le devant de la scène en remportant le Valero Texas Open de San Antonio avec un score total de 279 soit -9 sous le par après 6 ans sans victoire, signant ainsi sa 4e victoire sur le circuit PGA.